# Mulyoharjo (Pati)
Mulyoharjo is een bestuurslaag in het regentschap Pati van de provincie Midden-Java, Indonesië. Mulyoharjo telt 3451 inwoners (volkstelling 2010).